# Nowon-gu
Nowon-gu é um dos 25 gu (distritos de governo local) de Seul, a capital da Coreia do Sul. Está localizado na parte nordeste da cidade, ao norte do rio Han. Possui a maior densidade populacional em Seul, com 619.509 habitantes vivendo em uma área de 35,44 km².
Nowon-gu (e Seul) é limitado pelas montanhas Suraksan e Bukhansan, à nordeste. Essas montanhas são populares entre os caminhantes. O Jungnangcheon (ou riacho Jungnang) passa através da parte oeste do distrito. As margens do rio são utilizadas para a prática de exercícios físicos, como corrida, patinação e ciclismo. Existem numerosas instalações de playground para crianças, localizadas entre altos prédios. Nowon possui várias lojas e instalações recreativas construídas em torno da estação de metrô Nowon.
As linhas Gyeongchun e Gyeongwon da Korean National Railroad e as linhas 4, 6 e 7 do Metrô de Seul passam por Nowon-gu.
Nowon-gu é sede de várias instituições de ensino, tais como: Universidade Sahmyook, Academia Militar da Coreia, Universidade Nacional de Ciência e Tecnologia de Seul, Universidade Induk e Universidade de Mulheres de Seul. O grande número de escolas, universidades e hagwon tem dado ao distrito a reputação de ser chamado de "distrito educacional" do norte de Seul, assim como Gangnam-gu e Seocho-gu ao sul de Seul.

## Divisões administrativas
- Gongneung-dong (공릉동 孔陵洞) 1∼3 (os dongs administrativos 1 e 3 foram agrupados em janeiro de 2008)
- Hagye-dong (하계동 下溪洞) 1∼2
- Junggye bon-dong (중계본동 中溪本洞)
- Junggye-dong (중계동 中溪本洞) 1∼4
- Sanggye-dong (상계동 上溪洞) 1∼10 (os dongs administrativos 3 e 4 foram agrupados em janeiro de 2008)
- Wolgye-dong (월계동 月溪洞) 1∼4

## Símbolos
- Árvore: Paulownia
- Flor: Rhododendron yedoense
- Pássaro: Streptopelia risoria

## Pontos de interesse
- Eastern Castle
- Gak-shim-je
- Hak-do-am
- Museu Militar
- Rinque internacional de patinação Tae-reung
- Sam-gun-bu
- Soo-rak-jung
- Templo Hak-lim
- Woo-woo-dang

## Transportes

### Linhas ferroviárias
- Korail

- Linha 1 do Metrô de Seul (Linha Gyeongwon)

(Dobong-gu) ← Wolgye — Seongbuk — Seokgye → (Seongbuk-gu)
- Metrô de Seul

- Linha 4 do Metrô de Seul

Danggogae — Sanggye — Nowon → (Dobong-gu)
- Seoul Metropolitan Rapid Transit Corporation

- Linha 6 do Metrô de Seul

(Seongbuk-gu) ← Seokgye — Taereung — Hwarangdae → (Jungnang-gu)
- Linha 7 do Metrô de Seul

(Dobong-gu) ← Suraksan — Madeul — Nowon — Junggye — Hagye — Gongneung — Taereung → (Jungnang-gu)